# Agisa basalis
Agisa basalis är en fjärilsart som beskrevs av Walker 1855. Agisa basalis ingår i släktet Agisa och familjen snigelspinnare. Inga underarter finns listade i Catalogue of Life.